# Ducat de Mandas y Villanueva
El Ducat de Mandas y Villanueva és un títol nobiliari espanyol creat el 23 de desembre de 1614, pel rei Felip III a favor de Pedro Maza de Linaza y Carroz, I marquès de Terranova, noble del Regne de Sardenya.
El Ducat de Mandas y Villanueva va ser rehabilitat el 1884 a favor de Maria Cristina Fernanda Brunetti i Gayoso dels Cobos, comtessa de Belalcázar.
La seva denominació fa referència a la localitat de Mandas, província de Càller, a Sardenya, i a la localitat propera de Villanova (Villanueva), també a Sardenya.